# Nordisk revy
Nordisk revy har, med varierande undertitlar, varit namnet på åtminstone tre olika svenska tidskrifter av huvudsakligen kulturell inriktning, alla tämligen kortlivade.
Nordisk revy – tidning för vetenskaplig kritik och universitetsangelägenheter utgavs i Uppsala 1883-1885 av Adolf Noreen (1854-1925).
Nordisk revy för litteratur och konst, politik och sociala ämnen utgavs i Stockholm 1895-1899 av Erik Thyselius (1854-1924). Den inbördes ordningen mellan de olika ämnena i undertiteln ändrades något under de år tidningen utkom.  Bland medarbetarna fanns namn som Edvard Alkman, Hjalmar Branting, Vilhelm Ekelund, Karl-Erik Forsslund, Gustaf Fröding, Klas Fåhraeus, Ola Hansson, Ellen Key, Bengt Lidforss och Hjalmar Söderberg.
Nordisk revy – tidskrift för Norden rörande politiska och kulturella spörsmål utgavs på Boströms förlag i Stockholm åren 1903-1904. Under tidningens första år delades redaktörskapet för den av finlandssvenskarna Axel Lille (1848-1921) och Konni Zilliacus (1855-1924) medan Zillacius ensam var redaktör under det andra. Ansvarig utgivare var K. B. Boström, på vars boktryckeri tidskriften också trycktes.